# Chosen (Moschaw)
Chossen  (hebräisch חֹסֶן Chossen, deutsch ‚Kraft‘, Plene: חוסן) ist ein von Mitgliedern der Cherut im Jahre 1949 gegründeter Moschaw im Regionalverband Ma’ale Josef im Nordbezirk von Israel. 2018 lebten im Moschaw 1130 Menschen.

## Geschichte

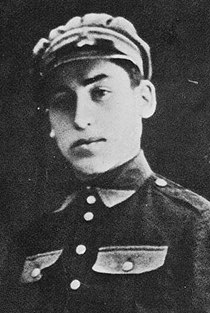
Schlomo ben Josef (שלמה בן-יוסף)

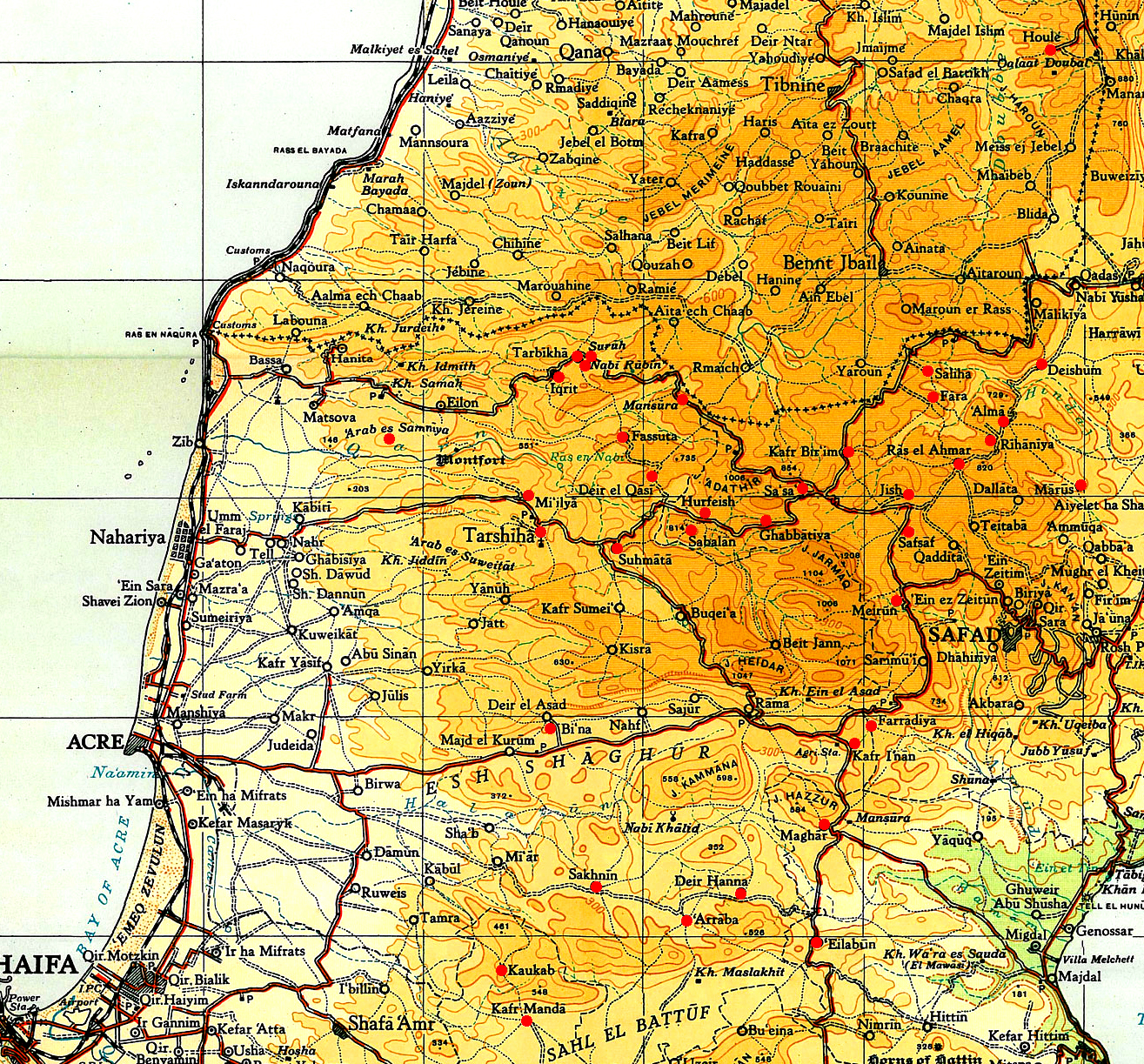
Operation Chiram (29. Oktober 1948 – 31. Oktober 1948)

Der Moschaw wurde auf dem Land des entvölkerten arabischen Dorfes Suhmata gegründet. Die Siedlung wurde ursprünglich Nachalat Schlomo (נחלת שלמה) genannt, zum Gedenken an Schlomo ben Josef (שלמה בן-יוסף), der als Schalom Tabatschnik (kyrillisch Шалом Табачник, שלום טבצ'ניק) am 7. Mai 1913 in Luzk geboren wurde, Mitglied der zionistischen Organisation Irgun war und nach einem Attentat am 29. Juni 1938 im Gefängnis Akkon (ʿŌlej ha-Gardōm) gehängt wurde. Der heutige Name Chossen (hebräisch Kraft, Stärke) weist auf die Bedeutung der Israelischen Verteidigungsstreitkräfte in der Operation Chiram (מִבְצַע חִירָם) vom 29. Oktober 1948 bis zum 31. Oktober 1948 hin während des Krieges um Israels Unabhängigkeit.